# Філарет (Данилевський)
Філарет Глинський (у миру Хома Данилевський; 1777 — 1841) — православний чернець; ігумен та відновник Глинської пустині.
Канонізований Українською православною церквою (Московський патріархат) для місцевого шанування в лику преподобного.

## Життєпис
Хома Данилевський народився у 1773 році на території Західної України у родині православних козаків. Навчавшись грамоти, він вступив причетником до місцевої сільської церкви, але незабаром вирушив подорожувати святими місцями і зупинився на проживання в Києво-Печерській лаврі. Досить довгий час Хома прожив у Києві у послуху келійника і канонарха.

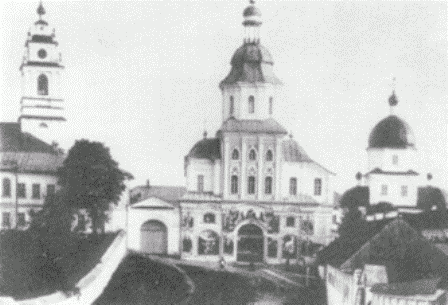
Софронієва пустель до Жовтневого перевороту 1917 року

У 1802 році Хома Данилевський перейшов у Софронієво-Молченську Печерську пустинь, зайняв там посаду уставника і того ж року постригся в чернецтво з ім'ям Філарета; у 1803 році був висвячений на ієродиякона, у 1806 році — на ієромонаха. Філарет був зроблений благочинним в обителі та з великим самовідданістю вдавався різним чернечим подвигам: усамітненню, безмовності, посту, чування, уклінності і невпинної молитви; він любив займатися писанням нотних книг і написав 4 повних «ірмологія».
11 травня 1817 року отець Філарет був призначений будівельником у Глинську Різдва Пресвятої Богородиці пустині, що прийшла у великий занепад у всіх відносинах; як у матеріальному, так і в духовному. Філарет взявся за виправлення ситуації з усім можливим завзяттям: він заборонив приймати в келіях жінок, у богослужінні ввів статут Афонської гори і, як зразковий уставник, ввів в обителі стрункість і пишність.
5 липня 1821 Філарет Данилевський був особисто представлений Государю Імператору Олександру I Павловичу і просив у нього збільшення штату пустині, пожалування обителі 300 десятин лісу та сплати боргів. Російський імператор погодився допомогти.

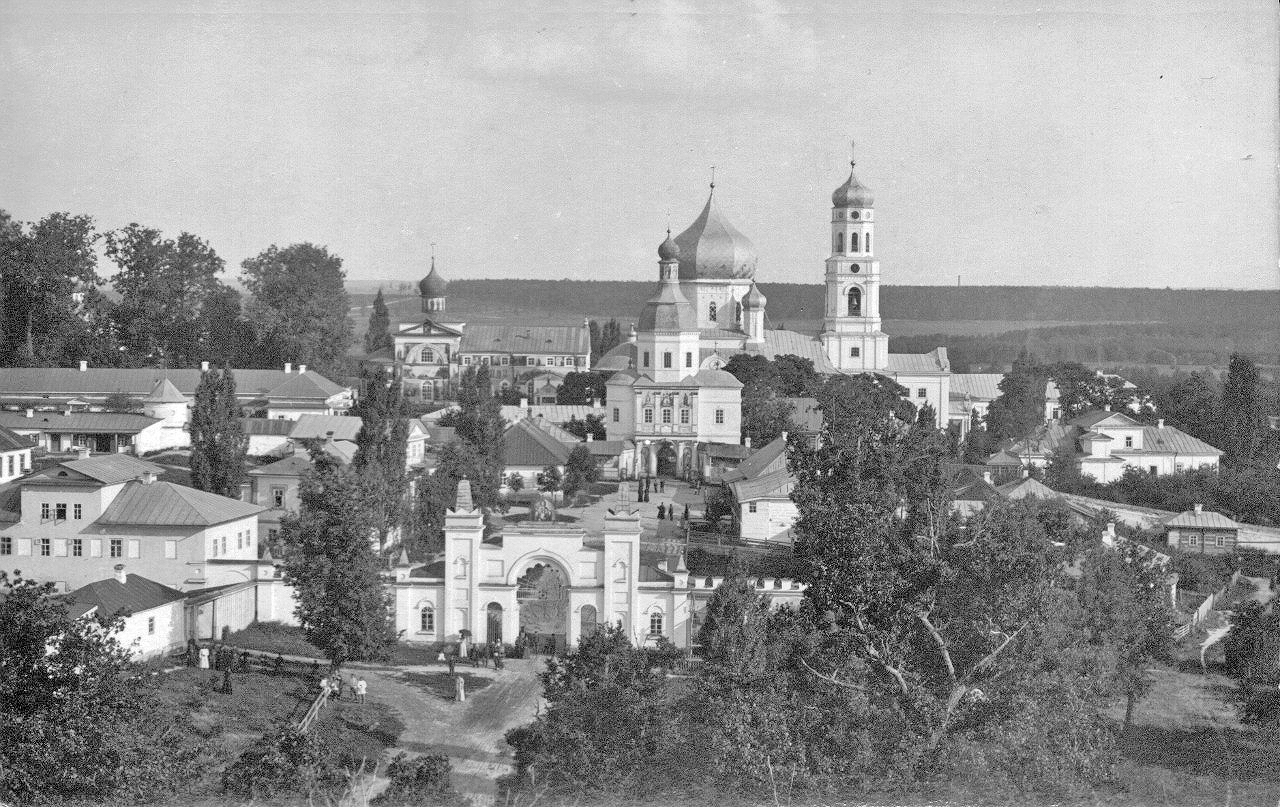
Глинська пустель до жовтневого перевороту

Поголос про процвітання Глинської пустелі поширювався і приваблював багатьох жертводавців. З'явилися в монастирі нові будівлі, оновилася ризниця, а ченці являли собою школу благочестя і приклад чесноти.
До праць Філарета повинні бути віднесені і 4 статути, складені ним за правилами гуртожитку Афонської гори, для жіночих обителей Курської, Оренбурзької та Єкатеринбурзької єпархій, а також і — «Просторе повчання до новопостриженого ченця», надруковане в 1824 році і розіслане всім єпархіям Російської церкви. Ігумен Філарет залишив такі аскетичні настанови чернецким як, наприклад, «До і після постригу», «Про посаду духовника, який служить інокиням». Його працями за усними переказами було складено «Історія Глинської Різдва Богородиці чоловічої пустині».
Філарет Данилевський помер 31 березня (12 квітня) 1841 року у довіреній йому обителі.
8 травня 2008 року Священний Синод Української православної церкви Московського патріархату ухвалив рішення про канонізацію 13 подвижників Глинської пустелі, серед яких був і Філарет (25 березня 2009 року було додано ще три імені). Загальну пам'ять у Соборі Глинських святих визначено святкувати 22 вересня за новим стилем.
Сама обитель після Жовтневого перевороту була закрита більшовиками і тільки після розпаду СРСР і здобуттям Україною незалежності Глинська пустинь була знову відкрита (у серпні 1994 року).

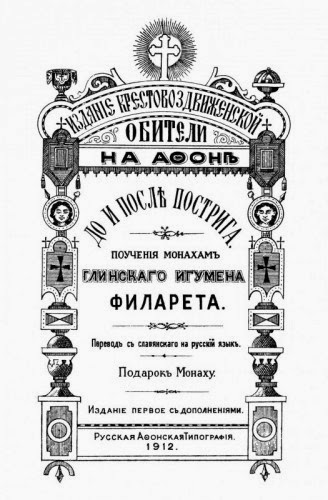
До та після постригу. Повчання ченцям. 1912